# Lymantria kosemponis
Lymantria kosemponis är en fjärilsart som beskrevs av Embrik Strand 1914. Lymantria kosemponis ingår i släktet Lymantria och familjen tofsspinnare. Inga underarter finns listade i Catalogue of Life.